# Orepukia tonga
Orepukia tonga – gatunek pająka z rodziny Cycloctenidae.

## Taksonomia
Gatunek ten opisany został po raz pierwszy w 1973 roku przez Raymonda Roberta Forstera i Cecila Louisa Wiltona w czwartej części monografii poświęconej pająkom Nowej Zelandii. Jako miejsce typowe wskazano Chateau Tongariro w Parku Narodowym Tongariro.

## Morfologia
Holotypowa samica ma karapaks długości 3 mm i szerokości 2,1 mm oraz opistosomę (odwłok) 2,8 mm i szerokości 2,2 mm. Karapaks ma część głowową oraz środek i boki części tułowiowej ubarwione rudobrązowo. Ośmioro oczu rozmieszczonych jest w dwóch rzędach, spośród których w widoku grzbietowym przedni jest prosty, a tylny lekko odchylony. W widoku od przodu przedni rząd oczu jest prosty, a tylny mocniej lekko odchylony. Rudobrązowe szczękoczułki mają po 2 zęby na przednich krawędziach bruzd i po 2 zęby na ich krawędziach tylnych. Sternum ma kolor rudobrązowy. Odnóża są pomarańczowobrązowe, przyciemnione w częściach odsiebnych. Kolejność par odnóży od najdłuższej do najkrótszej to: IV, I, II, III. Pazurki górne mają 9 lub 10 ząbków, zaś pazurki dolne 2 ząbki. Opistosoma jest brązowa z czarnym siateczkowaniem. Kądziołki przędne przedniej pary są trochę większe niż pary tylnej.

## Występowanie
Gatunek ten jest endemitem Nowej Zelandii, znanym tylko z miejsca typowego w Parku Narodowym Tongariro na Wyspie Północnej.